# 相泽事件
相泽事件（相沢事件）是1935年（昭和10年）8月12日倾向皇道派的军官相泽三郎陸軍中佐刺杀统制派核心人物陸軍省軍務局長永田铁山陆军少将的事件。

## 概要
1931年相继发生三月事件、九一八事變、十月事件，日本陸軍内部，主张对陆军的纪律统制的尊重，“总体战”体制为目的，统制经济建设高度国防国家为国家改造目标的统制派的少壮军官团体与皇道派对立。1934年11月的陆军士官学校事件，1935年7月的真崎甚三郎的教育總監一职被更迭等事件使矛盾激化。
1934年1月，皇道派“首领”人物荒木贞夫辞去陆军大臣，支持统制派的林铣十郎接任，启用统制派核心人物永田铁山少将任陆军省军务局长。借人事调整之机将一批皇道派军官外调基层指挥官或转入预备役。其中一项最重要的调动，就是迫使在皇道派军官中享有很高威望的真崎甚三郎辞去陆军教育总监职务，将其调任军事参议官的荣誉职务。對於林铣十郎發來的的辞職勸告通告，真崎反駁道：（这不是真崎一个人的问题，而是对陆军人事根本的破坏，無法原諒）属于皇道派的军官对林铣十郎的行为非常不满，谴责林铣十郎的行动是干犯统帅权。
1935年6月，林铣十郎与永田铁山前往滿洲、朝鮮视察，矶部浅一、村中孝次（两者因永田处理陆军士官学校事件受罚）、河野寿对永田进行暗殺，但未成功。
1935年7月19日，由于对处理陆军士官学校事件幕后的永田不满，并且对真崎教育总监职务被更迭感到义愤，倾向皇道派军官相泽三郎陸軍中佐来东京到陆军省军务局长办公室与永田面谈。随后，在人事调动中被调职台湾。1935年8月12日，上午9時30分左右，相泽三郎来到陸軍省，先是拜访整備局長山冈重厚陆军中将，确认永田在办公室之后，在9時45分左右闯入軍務局長室，拔出軍刀將永田砍殺死亡。之後回到整備局局長室，告知山岡中將「（永田已經被上天誅殺了）」。随后相泽被赶来的宪兵逮捕。 
事件发生后，陸軍大臣林铣十郎、陸軍次官桥本虎之助、軍務課長桥本群辞职，由川岛义之陸軍大臣、古莊幹郎陸軍次官、今井清軍務局長、村上啓作軍務課長接任。
翌年，相泽由第1师团军法处公开审判。相泽以“忠君爱国”军官形象以博得舆论支持，支持者运用法庭抗争宣扬皇道派势力所提倡的基于尊皇思想的革新，企图使得相泽减刑，审理焦点集中于有关教育总监更迭，永田和财阀有否勾结。审判过程因发生了二·二六事件而暂时中断（参与叛军绝大部分来自第1师团）。兵变被平定后，4月22日继续审理，审判官员被变更，不再公开审理，证据申请全都被驳回。5月7日相泽被判死刑，6月30日上诉被驳回，7月3日在东京卫戊监狱内被执行枪决。事后祭祀时荒木大将与真崎大将进行了吊唁。
在二二六事件被平定后，荒木、真崎和川岛被解除现役，经“肃军”运动所有倾向于皇道派思想的军官均被从陆军核心部门清除。至此，统制派彻底掌握了日本陆军实权，确立了对陆军的绝对控制。

## 脚注
1. ↑  大正天皇在大正二年規定，日本陸軍將官人事決定需要三長官（陸軍大臣、參謀總長、教育總監）協議才能通過，真崎甚三郎被更迭的事件是在其他二長官決議下通過罷免教育總監，而無視了教育總監的意願
2. ↑  對於真崎的反駁，林只說了「這實際上是南大將跟永田局長的策謀，南大將只是自己在撿火中栗子。從滿州回來後此策謀越來越激烈。[來源請求]
3. ↑  1935年（昭和10年）8月1日夜、陸軍省整備局長の山岡重厚中将が林銑十郎陸軍大臣と会談し、「真崎大将はなぜに免ぜられたるや？」という山岡の質問に対し、林大臣は「南、永田の工作にしてその他稲垣次郎中将（閑院宮別当）、鈴木壮六大将（前参謀総長）、植田謙吉、林弥之吉中将らより総長宮に申し上げ、殿下は真崎の現役を免ぜよとの御意なりしも、総監を免ずるだけとせり」と返答した。（菅原裕『相沢中佐事件の真相』）
4. ↑  相沢事件  （页面存档备份，存于）: ...陸軍大臣林銑十郎大将(陸士第8期、陸大第17期)から辞職勧告を通告されると、真崎は「これは真崎一人の問題ではなく陸軍の人事の根本を破壊するものだから承知できん」と反論した...
5. ↑  大前信也「陸軍の政治介入の淵源について（Ⅱ）-陸軍予算と二・二六事件-」（『政治経済史学541』）

## 关联項目
- 統制派
- 天皇機關說
- 二二六事件